# Christian Cueva
Christian Alberto Cueva Bravo (* 23. November 1991 in Trujillo) ist ein peruanischer Fußballspieler. Der offensiven Mittelfeldspieler spielt seit 2011 in der Nationalmannschaft Perus.

## Karriere

### Verein
Cueva begann seine Karriere in seiner peruanischen Heimat bei Universidad San Martín, für die er in über 100 Spielen zum Einsatz kam und dabei 18 Tore erzielte. Im August 2012 wechselte er zu Universidad César Vallejo, wo er jedoch nur vier Monate spielte. Bereits im Januar 2013 wechselte er zum chilenischen Erstligisten Unión Española. Im August 2013 wechselte er bis zum Ende der Saison 2013/14 leihweise nach Spanien zu Rayo Vallecano, wo er sich jedoch nicht durchsetzen konnte und nur in einem einzigen Spiel zum Einsatz kam. Nach Ende der Leihe kehrte Cueva nach Peru zurück und unterschrieb einen Vertrag beim Traditionsklub Alianza Lima. Bereits nach einer Spielzeit verließ er die Hauptstädter wieder und ging zum mexikanischen Verein Deportivo Toluca. Auch dort hielt es ihn nur ein Jahr und ihn zog es weiter zum FC São Paulo.
Am 15. Juli 2018 wechselte er für eine Ablösesumme in Höhe von acht Millionen Euro zum Premjer-Liga-Verein FK Krasnodar. Dort unterzeichnete Cueva einen Vierjahresvertrag. Bereits im Februar 2019 kehrte er in einem einjährigen Leihgeschäft zum FC Santos wieder nach Brasilien zurück. Die Peixe besaßen zusätzlich eine Kaufpflicht nach Ende der Saison 2019 in Höhe von sechs Millionen Euro. Ende September 2019 war Cueva in eine körperliche Auseinandersetzung in einem Nachtklub in Santos verwickelt und wurde daraufhin von seinem Verein suspendiert. Insgesamt bestritt er in dieser Spielzeit nur 16 Pflichtspieleinsätze, in denen ihm kein Tor gelang.
Im späten Januar 2020 forcierten Cueva und der FC Santos seinen Abgang aus der Mannschaft und verhandelten dabei unter anderem erfolglos mit dem Club Atlético San Lorenzo de Almagro aus Argentinien. Am 14. Februar 2020 wechselte er schließlich auf Leihbasis bis Jahresende zum mexikanischen Erstligisten CF Pachuca, der sich eine Kaufoption sicherte. Am 19. Februar 2020 debütierte er bei der 1:5-Pokalniederlage gegen den Deportivo Toluca für die Tuzos, als er in der 73. Spielminute für Víctor Dávila eingewechselt wurde. Aufgrund des vorzeitigen Saisonabbruchs bestritt er in der verbleibenden Clausura 2020 nur zwei Ligaspiele. Im Juli 2020 kehrte er vorzeitig zum FC Santos zurück.
Am 11. August 2020 sicherte sich der türkische Erstligist Yeni Malatyaspor, der seine zweite Station außerhalb des amerikanischen Kontinents wurde, die Dienste Cuevas. Nachdem er als Stammspieler auf der Position des offensiven Mittelfeldspielers in die Saison 2020/21 startete, wurde er im November 2020 aufgrund länger andauernder Streitigkeiten mit Cheftrainer Hamza Hamzaoğlu suspendiert. Ab diesem Zeitpunkt absolvierte er kein Spiel mehr für den Verein aus Malatya.
Am 25. Januar 2021 unterzeichnete er einen Eineinhalbjahresvertrag beim saudi-arabischen Erstligisten al-Fateh SC. Dieser wurde bis Januar 2024 verlängert. Von März bis Dezember 2023 verlieh ihn der saudi-arabische Klub in seine Heimat zu Alianza Lima. Im August 2024 verpflichtete ihn Club Sportivo Cienciano aus Cusco.

### Nationalmannschaft
Nach vier Einsätzen in der U20 debütierte Christian Cueva am 1. Juni 2011 im Freundschaftsspiel gegen Japan für die A-Auswahl Perus. Er nahm mit Peru an der Copa América 2015 und der Copa América Centenario 2016 teil.
Im Mai 2018 wurde Cueva in den peruanischen Kader berufen, welcher das Land bei der Weltmeisterschaft 2018 in Russland vertrat. Im ersten Gruppenspiel gegen Dänemark holte Cueva am Ende der ersten Halbzeit einen Elfmeter heraus, den er aber selbst vergab. Das Spiel wurde 0:1 verloren. Auch in den zwei weiteren Spielen, der Niederlage gegen den späteren Weltmeister Frankreich und dem Sieg gegen Australien, stand Cueva in der Startformation Perus. Am Ende belegte Peru mit drei Zählern den dritten Platz in der Gruppe und schied aus der Weltmeisterschaft aus.

## Erfolge
Universidad de San Martín
- Peruanischer Meister: 2010

Unión Española
- Chilenischer Meister: 2013-T

## Auszeichnungen
- Copa-América-Team des Turniers: 2015[28]
- Campeonato Paulista-Team des Jahres: 2017[29]